# محمود الواني
محمود الواني (مواليد 8 مارس 1981) هو سبّاح مصري، مثّل بلاده في الألعاب الأولمبية الصيفية 2000.

## روابط خارجية
محمود الواني على موقع أوليمبيديا (الإنجليزية)